# نوبران
نوبران شهری است در بخش نوبران شهرستان ساوه استان مرکزی ایران. بنابر سرشماری مرکز آمار ایران، جمعیت بخش نوبران شهرستان ساوه در سال ۱۳۹۵ شمسی ۲۰٬۱۸۲ نفر و در سال ۱۳۸۵ برابر با ۲۰٬۸۱۸ نفر بوده است مردمانش به زبان ترکی آذربایجانی صحبت می‌کنند.
نوبران شهری واقع در ۶۰ کیلومتری ساوه در مسیر همدان است با اب هوایی معتدل در بهار و تابستان و سرد خشک در زمستان و پاییز می‌باشد.
از زیبایی‌های نوبران می‌توان به باغات گردو و بادام، باغات مداواه (که در گذشته دور به ماد آباد شهرت داشته که در واقع قدمت منطقه را نشان می‌دهد که به زمان مادها برمیگردد) و اماکن تفریحی آن می‌توان به پارک شهدا، پارک ملت اشاره کرد.
محصولات و سوغات نوبران از جمله گردو، بادام، باسلوق، اگیردک (نوعی کیک). نان دستی (سنتی)، قیماق است
شهرک صنعتی نوبران به فاصله حدوداً ۳ کیلومتری از شهر نوبران واقع شده و مساحت آن معادل ۱۰۰ هکتار و سطح کاربری اراضی صنعتی آن تقریباً ۵۶ هکتار می‌باشد. این شهرک در مجاورت جاده اصلی ساوه -همدان واقع و فاصله آن با ساوه ۶۵ کیلومتر، غرق‌آباد ۱۳ کیلومتر، همدان ۱۲۵ کیلومتر، اراک ۲۲۵ کیلومتر و تهران ۱۸۵ کیلومتر می‌باشد همچنین این شهرک در فاصله ۵۵ کیلومتری از خط راه‌آهن سراسری و ایستگاه راه‌آهن شهر صنعتی کاوه، ۱۳۵ کیلومتری فرودگاه همدان و ۶۵ کیلومتری گمرک ساوه قرار گرفته است.
نوبران مرکز بخش بوده و دارای طبیعتی زیبا با بیش از ۱۰۰ روستا می‌باشد که در فصل بهار و تابستان گردش گران زیادی از شهرهای اطراف بخصوص ساوه، تهران و قم از این منطقه بازدید می‌کنند. طبیعت کوهستانی و رودخانه مزلقان چای و آثار باستانی روستاهای اطراف جلوه خاصی دارد.